# Coccinella novemnotata
Coccinella novemnotata är en skalbaggsart som beskrevs av Herbst 1793. Coccinella novemnotata ingår i släktet Coccinella och familjen nyckelpigor. Inga underarter finns listade i Catalogue of Life.